# کنسولگری سابق فرانسه در تبریز
کنسولگری فرانسه در تبریز (به فرانسوی: Consulat de France à Tauris (Tabriz))، یک مکان دیپلماتیک و سیاسی در تبریز بود که از سال ۱۸۶۶ میلادی (۱۲۴۵ ش) تا سال ۱۹۶۹ میلادی (۱۳۴۸ ش) فعالیت می‌کرد و نقش مؤثری در تحولات سیاسی، اقتصادی و فرهنگی منطقه داشت. این کنسولگری در محله تاریخی میارمیار تبریز و در «گذر پاساژ» واقع شده بود.
این کنسولگری در سال‌های ۱۹۴۸ تا ۱۹۵۲ به صورت موقت تعطیل شده بود.

## پیشینه
در دوران رقابت امپراتوری‌های اروپایی بر سر نفوذ در ایران، به‌ویژه روسیه و بریتانیا، فرانسه پس از امضای «معاهدهٔ ۱۸۵۵» با ایران تصمیم گرفت تا در نقاط کلیدی مانند تبریز کنسولگری رسمی تأسیس کند. در سال ۱۸۶۶ این کنسولگری راه‌اندازی شد و به‌عنوان نهاد دیپلماتیک مرکزی در شمال ایران شناخته شد این مکان دیپلماتیک، در بطن تبریز، شهری مهم با نقش تجاری و سیاسی ویژه، خصوصاً به‌عنوان پل ارتباطی با قفقاز و امپراتوری عثمانی جای گرفت. به‌گفته ایرانیکا، سایر کنسولگری‌های اروپایی مانند روسیه، بریتانیا و عثمانی نیز در منطقهٔ ارمنی‌نشین «میارمیار» مستقر شدند

## ساختار و فعالیت‌ها
در جریان انقلاب مشروطه ایران کنسول فرانسه، آلفونس نیکولاس مشهور به مسیو نیکلا، گزارش‌های روزانه‌ای درباره وضعیت تبریز به وزارت خارجه فرانسه ارسال می‌کرد. این اسناد دربارهٔ گروه‌های مشروطه‌خواه، محلات، شخصیت‌های محلی و نقش روسیه و عثمانی در زمان محاصره اهمیت تاریخی دارند
در سال‌های نخست و در جریان انقلاب مشروطه ایران، آلپونس نیکولاس، کنسول مشهوری بود که بسیاری از گزارش‌های مقاومت تبریز در انقلاب مشروطه را به‌صورت مستقیم به پاریس ارسال کرد. گزارش‌های روزانه وی درباره وضعیت تبریز مستقیما و بدون واسطه‌گری سفارت فرانسه در تهران، به وزارت خارجه فرانسه ارسال می‌شد. چرا که تبریز، مرکزی منطقه‌ای با اهمیت دیپلماتیک و با امکان تماس مستقیم به قفقاز و امپراتوری عثمانی بود. این اسناد دربارهٔ گروه‌های مشروطه‌خواه، محلات، شخصیت‌های محلی و نقش روسیه و عثمانی در زمان محاصره اهمیت تاریخی دارند.
پس از امضای معاهده ۱۹۰۷ که نفوذ روسیه و بریتانیا را در شمال ایران تثبیت کرد، این کنسولگری به‌طور مستقلی بر تحولات منطقه نظارت می‌کرد. گزارش نیکولاس درباره نقش نیروهای روسی در پایان محاصره تبریز بسیار مهم بود چراکه از دیدگاه فرانسه تهیه شده بود نه واسطه‌گری سفارت‌خانه تهران. تحلیل مقاله «1908 Tabriz Uprising through French Writings» نشان می‌دهد که این گزارش‌ها، اطلاعات میدانی ارزشمندی ارائه می‌کردند که منابع داخلی ایرانی کمتر به آن پرداخته‌اند.
این کنسولگری از اعزام هیئت‌های باستان‌شناسی فرانسوی مانند ژاک دو مورگان به منطقه حمایت کرد و همچنین پزشکان فرانسوی مانند R. Coppin در تبریز بین سال‌های ۱۹۰۱–۱۹۰۹ خدمات پزشکی برای مردم ارائه می‌دادند که در شرایط بحرانی منطقه بسیار تأثیرگذار بود.
کنسولگری همچنین مکاتبات مفصلی درباره تجارت فرش، نساجی، تأمین مالی پروژه راه‌آهن شمال ایران و همکاری با شرکت‌های فرانسوی سراسر منطقه داشت. این مکاتبات نشان‌دهنده تلاش فرانسه برای تحکیم حضور اقتصادی خود در شمال ایران بود.

## معماری و موقعیت جغرافیایی
کنسولگری در گذر تاریخی به نام «پاساژ»، معروف به «کوچه فرانسوی‌ها» واقع شده بود. این گذر که به تقلید پاساژهای پاریسی توسط ساکنان فرانسوی تبریز احداث شد، یکی از نخستین پیاده‌راه‌های رسمی ایران به شمار می‌رفت و حال و هوای محله را تحت تأثیر قرار داد
معماری ساختمان با تلفیق الگوهای اروپایی (نئوکلاسیک) و مصالح محلی مانند آجر و گچ بوده و دارای پنجره‌های چوبی رنگی، ایوان ستون‌دار و گچبری‌های ساده بود. این سبک معماری قاجاری – اروپایی، جذابیتی ویژه در آن محله ایجاد می‌کرد

## دوران تعطیلی و وضعیت فعلی
این کنسولگری در سال ۱۹۴۸ (۱۳۲۷ ش) برای چهار سال تعطیل شد ولی در دسامبر ۱۹۵۲ مجدداً فعال گردید؛ نهایتاً در ۳۱ مارس ۱۹۶۹ (۱۳۴۸ ش) رسماً تعطیل شد و بسیاری از اسناد به تهران منتقل شدند. جزئیاتی از آرشیو، بیانگر ذخیره‌سازی، گم‌شدن بخشی از نامه‌ها و انتقال مجدد به پاریس در دهه‌های ۱۹۹۰ و ۲۰۰۰ هستند
در ۳۱ مارس ۱۹۶۹ (۱۱ فروردین ۱۳۴۸)، «بانگ‌روه» (Bang Rouhet)، سرکنسول وقت فرانسه در تبریز، رسماً کنسولگری را تعطیل و آرشیوهای موجود را به سفارت تهران ارسال کرد. در آوریل ۱۹۶۹، «ژان لالوئی»، رئیس خدمات آرشیو وزارت امور خارجه فرانسه، خواستار بازگرداندن برخی پرونده‌های قدیمی‌ قرن نوزدهم و اوایل بیستم از تهران به مرکز نانت شد که «برخی از بایگانی‌ها» در آنجا باقی بمانند. پس از انقلاب ایران و تغییر خط‌مشی فرانسه در کشور، بخش اعظم اسناد مربوط به «چانسلری» از دسامبر ۱۹۷۹ تاکنون در زیرزمین مؤسسه فرهنگی فرانسه در تهران ذخیره‌سازی و در دهه‌های بعدِ آن بخش‌هایی منتقل یا نابود شد؛ اسنادی که مرتبط با تبریز بودند تا میانه دهه ۸۰ شمسی باقی ماندند. سرانجام در دسامبر ۱۹۹۲، تمامی بایگانی‌های کنسولگری تبریز به همراه اسناد سفارت فرانسه در تهران، برای نگهداری دائمی به مرکز آرشیوهای دیپلماتیک نانت منتقل گردید.
امروزه هیچ نمایندگی دیپلماتیک مستقیمی از دولت فرانسه در شهر تبریز وجود ندارد و خدمات کنسولی این کشور تنها از طریق سفارت فرانسه در تهران ارائه می‌شود.
با وجود نقش تاریخی، این بنا تاکنون در فهرست آثار ملی ایران ثبت نشده است و در حال حاضر کاربری مشخصی ندارد. اگرچه کوچه «پاساژ» به‌عنوان نماد فرهنگی محله حفظ شده؛ ولی ساختمان‌های آن یا تغییر کاربری داده و یا تخریب شده‌اند.

## کنسول‌های فرانسه در تبریز
فهرست اسامی مسئولان کنسولگری فرانسه در تبریز، در جدول زیر آمده است:
| سمت رسمی یا غیررسمی                         | نام (لاتین)                   | سال‌های فعالیت (میلادی)    | نقش / توضیح مهم                                                                        | منابع         |
| ------------------------------------------- | ----------------------------- | ------------------------- | -------------------------------------------------------------------------------------- | ------------- |
| سرکنسول رسمی (Consul 1ère classe)           | Louis‑Ernest Crampon          | حدود ۱۸۹۰–۱۹۰۰؟           | اولین سرکنسول مستند فرانسه در تبریز (مشاهده وی از هنرهای حک‌شده کاخ ایلخانی)            | [ ۲۳ ] [ ۲۴ ] |
| معاون / سرکنسول درجه دوم (Consul 2e classe) | Louis‑Charles‑Marie Émerat    | حدود ۱۸۹۰–۹۷؟             | معاون یا جانشین موقت سرکنسول اولیه، اداره بخش دیپلماتیک                                | [ ۲۵ ]        |
| معاون / سرکنسول درجه دوم                    | Émile‑Charles Bernay          | حدود ۱۸۹۰–۹۷؟             | یکی از معاونان اجرایی دبیرخانه کنسولگری                                                | [ ۲۶ ]        |
| سرکنسول درجه دوم و سپس درجه اول             | Pierre‑Abel Bergeron          | ۱۴ آوریل ۱۸۹۷–نوامبر ۱۹۰۶ | ابتدا سرپرست موقت (second class)؛ از اکتبر ۱۹۰٦ به‌عنوان «consul 1ère classe» منصوب شد. | [ ۲۷ ] [ ۲۸ ] |
| سرکنسول رسمی (manager puis Premier classe)  | Louis Alphonse Daniel Nicolas | نوامبر ۱۹۰۶–مه ۱۹۱۶       | گزارش‌گر مستقیم انقلاب مشروطه؛ مستشار مالی و دینی محلی                                  | [ ۲۹ ]        |
| سرکنسول رسمی (جایگزین نیکولاس)              | Lucien Saugon                 | مه ۱۹۱۶–۱۹۱۷؟             | بسیار کوتاه‌مدت، در دوره جنگ جهانی اول؛ گزارش‌هایی اندک در آرشیو مفقود                   | [ ۳۰ ]        |
| پزشک فرانسوی                                | R. Coppin                     | حدود ۱۹۰۱–۰۹              | پزشک رسمی تبریز، مشاور دربار و رابط غیررسمی فرهنگی دیپلماتیک                           | [ ۳۱ ]        |

## کارمندان
- عبدالله بیگ مکری. منشی کنسولگری در دوره محمدعلی شاه قاجار

- ژوزف تولوزان. پزشک مخصوص ناصرالدین‌شاه که از سال ۱۸۵۸ تا زمان مرگش در ۱۸۹۷ در ایران اقامت داشت. تولوزان با نقش قطبی‌سازی در سطح دربار و همکاری با کنسولگری فرانسه در تبریز، یکی از رکن‌های گسترش خدمات پزشکی و نفوذ فرهنگی فرانسه بود.[۳۲][۳۳]

- ژان باتیست فوریه. پزشک نظامی فرانسوی که در دوره کوتاهی از اوت ۱۸۸۹ تا اکتبر ۱۸۹۲ به‌عنوان پزشک دربار کار کرد. کتاب خاطرات وی، Trois ans à la cour de Perse، منبعی ارزشمند درباره زندگی در تبریز، عوامل اجتماعی و خدمات پزشکی آن دوران است.[۳۴][۳۵]

- Jean Étienne Justin Schneider – پزشک فرانسوی که پس از تولوزان ریاست مجلس عالی حفظ‌الصحهٔ ایران را به‌عهده گرفت (از حدود ۱۹۰۴). وی مسئول اجرای خط‌مشی‌های بهداشتی دولت، از جمله در تبریز و یکی از بنیان‌گذاران ساختار رسمی وزارت بهداری بود.[۳۶][۳۷]